# Chimalpopoca azték uralkodó
Chimalpopoca (született 1405 és 1408 között) az Azték Birodalom harmadik uralkodója (Hueyi Tlatoani) volt, 1417 és 1426 vagy 1427 között. Nevének jelentése „füstölgő pajzs”, ábrázolásain is megfigyelhetőek a pajzsából előjövő füstcsíkok.

## Élete
1405 és 1408 között született az előző uralkodó, Huitzilíhuitl és Miahuehxochtzin azcapotzalcói hercegnő fiaként. Még gyermekként, 9–12 éves korában nevezték ki uralkodónak, így ellentétben a többi azték tlatoanival, bizonyos, hogy nem addig szerzett érdemei, hanem politikai megfontolások eredményeképpen került a trónra, valószínűleg azért, mert anyai ágon a tepanék uralkodó, Tezozómoc unokája volt. Ennek a rokoni viszonynak volt köszönhető az is, hogy Chimalpopoca uralkodása idején az aztékokat akkor még uralma alatt tartó Tezozómoc fokozatosan csökkentette a Tenocstitlanra kivetett adókat, így a város fejlődni és gazdagodni tudott, egyre több építkezés is elkezdődött benne. Igaz, amikor a Chapultepecből induló, gyenge anyagokból épített vízvezeték helyett a tenocstitlaniak azt kérvényezték, hogy kőből építhessenek egyet, arra nem kaptak engedélyt, mert az uralkodó attól tartott, ettől a város már túlságosan megerősödne.
Chimalpopoca idején Tenocstitlan csak kevés hadjáratban vett részt, ezek közül a legfontosabb a Tetzcoco elleni volt. A tepanék fővárossal, Azcapotzalcóval még így is viszonylag feszült helyzet mellett nehezítette az aztékok dolgát, hogy Chalcóval is konfliktus alakult ki, miután a chalcóiak megöltek négy aztékot és megsemmisítettek öt kenut. Az ellenségeskedés ezután évtizedekig kitartott.
Amikor 1426-ban Tezozómoc meghalt, a megüresedő trónért két fia kezdett versengeni. Chimalpopoca a Tezozómoc által is utódul kijelült Tayatzint támogatta, ám mégis a másik testvér, az aztékokkal ellenséges Maxtla győzedelmeskedett. Valószínűleg ők gyilkoltatták meg Chimalpopocát és egyik fiát, Teuctléhuacot, de az eset pontos körülményei ma sem ismertek, a forrásokban többféleképpen szerepel. Az egyik változat szerint Maxtla néhány katonát küldött Tenocstitlanba, akik éjjel meggyilkolták az uralkodót és fiát, egy másik változat viszont azt mondja, hogy elfogták, börtönbe zárták, és ott halt meg. Olyan elképzelés is létezik, amely szerint nem Maxtla, hanem saját nagybátyja, Itzcóatl volt a gyilkosság értelmi szerzője, és olyan is, miszerint öngyilkos lett.